# Vinneuf
Vinneuf là một xã của Pháp,tọa lạc ở tỉnh Yonne trong vùng Bourgogne của Pháp.

## Hành chính
| Danh sách các thị trưởng |                 |     |      |         |
| Giai đoạn                | Giai đoạn       | Tên | Đảng | Tư cách |
| 1790                     | Etienne Dory    |     |      |         |
| ?                        | Louis Chéreau   |     |      |         |
| 1900                     | Eugène Gaudaire |     |      |         |
| 1945                     | Henri Rondeau   |     |      |         |
| 1971                     | Paul Denis      |     |      |         |
| 2001                     | Alain Dumaire   |     |      |         |

## Thông tin nhân khẩu
| 1836                                                 | 1860 | 1877 | 1901 | 1910 | 1945 | 1962 | 1968 | 1975 | 1982 | 1990 | 1999 |
| ---------------------------------------------------- | ---- | ---- | ---- | ---- | ---- | ---- | ---- | ---- | ---- | ---- | ---- |
| 1400                                                 | 1039 | 1414 | 1039 | 963  | 900  | 720  | 740  | 823  | 900  | 1078 | 1203 |
| Số liệu lấy từ năm 1962: Dân số không tính hai trùng |      |      |      |      |      |      |      |      |      |      |      |